# Poa chirripoensis
Poa chirripoensis es una especie botánica de pastos de la subfamilia Pooideae. Es un endemismo de Costa Rica.

## Descripción
Planta perenne densamente cespitosa. Tiene tallos de 37-60 cm de altura, erectos. Hojas escabriúsculas; lígula 2-4.5 mm; láminas hasta 30 cm x 2-3 mm, dobladas, las láminas basales rígidas, erectas. Panícula 6-8 x 3-5 cm, piramidal, abierta; ramas 2 en el nudo más inferior, patentes, desnudas en el 1/3-1/2 inferior. Espiguillas 3.7-4.4 mm, agrupadas; glumas 3.5-4 mm, 3-nervias; flósculos 1-2; lemas 3.5-3.9 mm, densamente escabriúsculas en filas con tricomas hasta 0.1 mm, gruesos y obtusos, el callo lanoso; páleas escabrosas en las quillas.

## Distribución y hábitat
Es endémica de los páramos a una altitud de  3500-3800 metros en Chirripó Grande, Costa Rica.

## Taxonomía
Poa chirripoensis fue descrita por Richard Walter Pohl y publicado en Fieldiana, Botany 38(2): 10, f. 4. 1976.
Etimología
Poa: nombre genérico derivado del griego poa = (hierba, sobre todo como forraje).
chirripoensis: epíteto geográfico que alude a su localización en Chirripó Grande, Costa Rica.